# Gare de Kherson
La gare de Kherson (ukrainien : Херсон (станція)) est une gare ferroviaire située dans la ville de Kherson en Ukraine.

## Situation ferroviaire

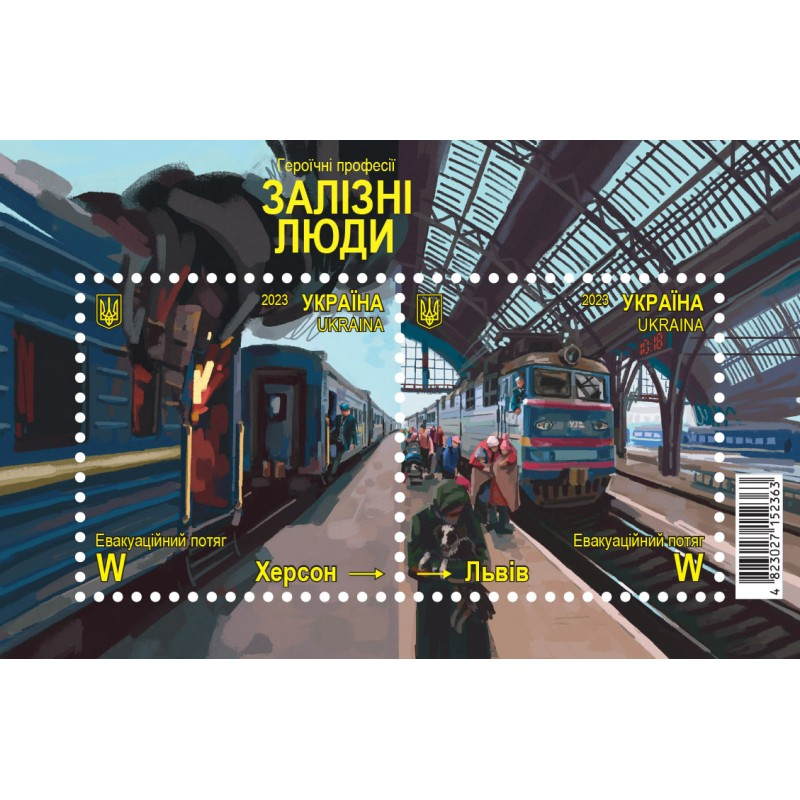
Timbre Métiers héroïques. Des hommes de fer de 2023 en hommage à l'usage du Train d'évacuation. Kherson → Lviv.

## Histoire
La gare date de 1907 et fait partie de la ligne de Chemin de fer Lemberg-Czernowitz-Jassy créée en 1864 par l'empire d'Autriche, elle relie le 16 octobre 1907 Kherson à Mykolaïv.

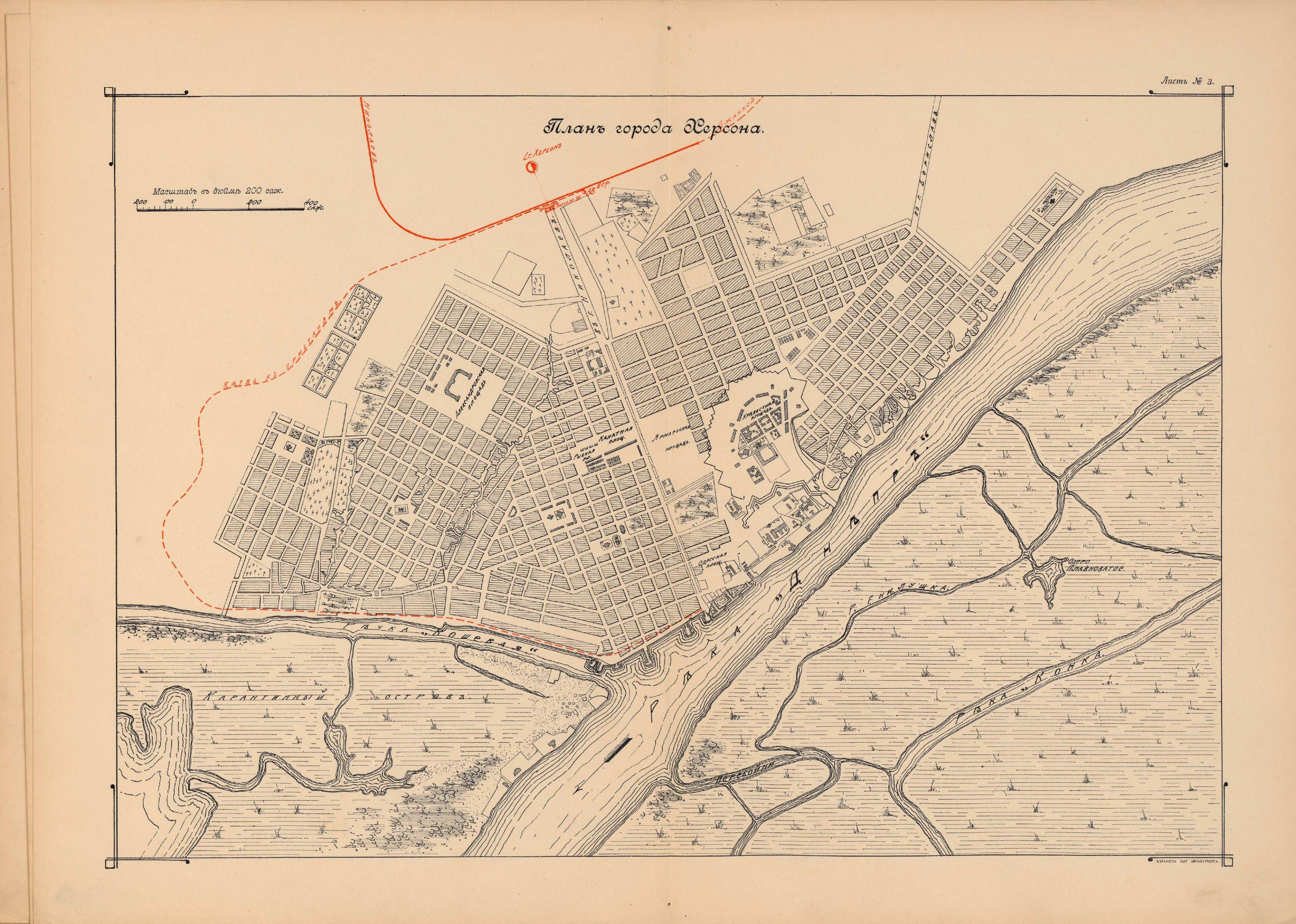
En 1908 la ligne de chemin de fer Kherson à Mykolaïv traversant Kherson.
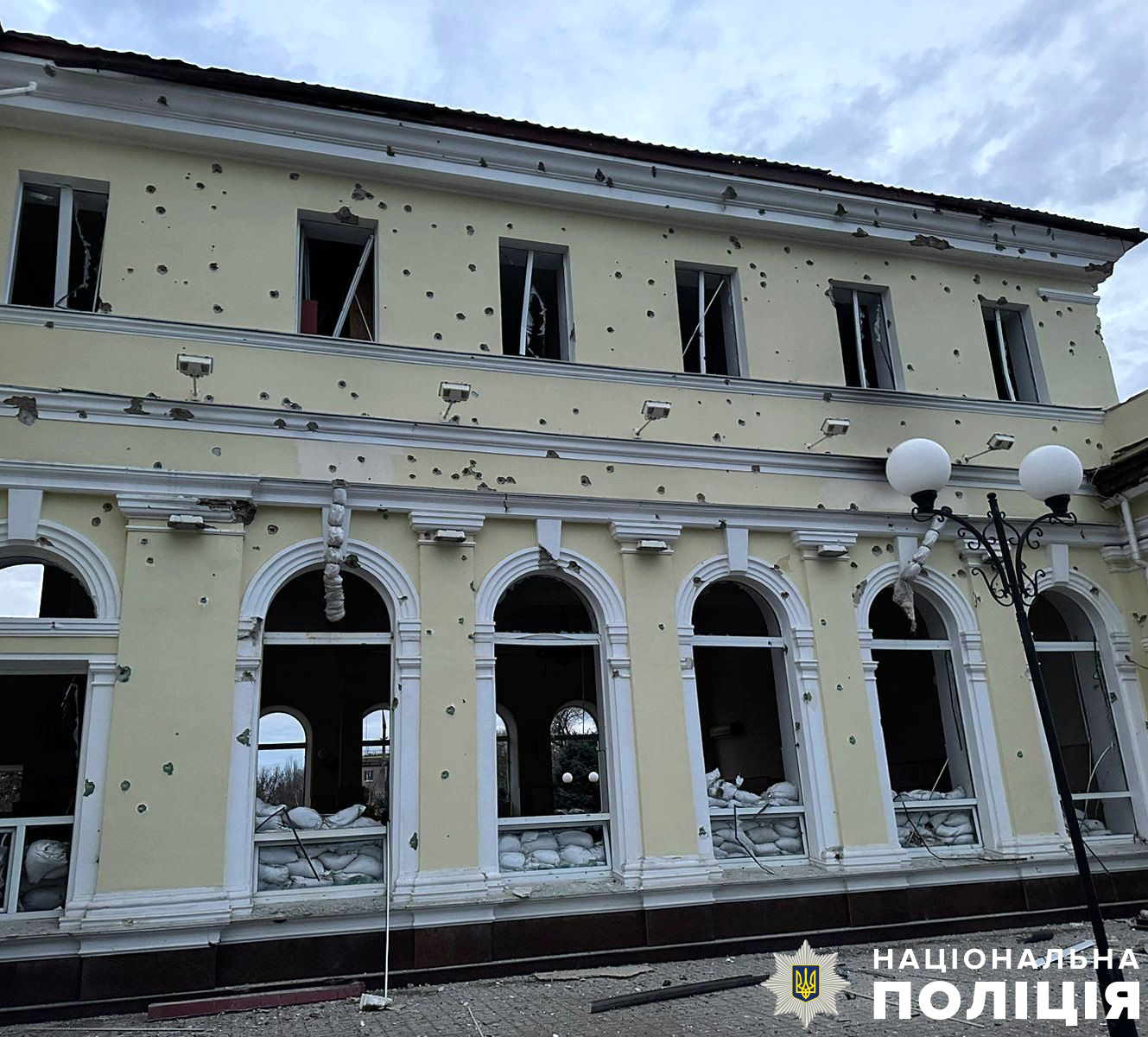
La gare touchée le 26 décembre 2203 par un bombardement russe.